# New Boston (Michigan)
| New Boston          | New Boston             |
| Basisdaten          | Basisdaten             |
| ------------------- | ---------------------- |
| Postleitzahl        | 48164                  |
| Telefonvorwahl      | 734                    |
| Geographie          |                        |
| Geographische Lage: | 42° 10′ N, 83° 24′ W   |
| Land                | USA                    |
| Bundesstaat         | Michigan               |
| County              | Wayne                  |
| Township            | Huron Charter Township |
| Höhe                | 636 ft (194 m)         |
| Bevölkerung         |                        |
| (in 2000)           | 7792                   |

New Boston ist eine Gemeinde im Huron Charter Township, Wayne County in den USA im Staat Michigan.
Das Huron Township beinhaltet drei separate Gemeinden, die größte davon ist New Boston, die beiden kleineren sind Willow und Waltz. Waltz und Willow liegen südlich von New Boston und gehören zu den neueren Gemeinden in dieser Umgebung. Der Huron River fließt südlich durch Downtown von New Boston. Die Interstate 275 verläuft mitten durch die Gemeinde.

## Geschichte
New Boston wurde um 1827 das erste Mal erwähnt und hieß ursprünglich „Catville“. Es erhielt ein Postamt mit diesem Namen um 1860. Am 20. März 1868 wurde es in New Boston umbenannt. Dieser Name ist von Boston, Massachusetts abgeleitet.

## Gesellschaft und Kultur
New Boston ist die Heimat von Gibbs Sweet Station, Mc Nasty’s Saloon, Mary Anne’s Family Diner und das kleinere Township von Waltz ist die Heimat von The Waltz’s Inn. New Boston hält auch jeden Oktober das „Apple Festival“ ab. Das Apple Festival beinhaltet eine Parade und ein Live-Unterhaltungsprogramm. Die Huron High School befindet sich ebenfalls in diesem Gebiet.

## Verkehr
New Boston hat einen direkten Anschluss zum Detroit Metro Airport und schnelle Anschlüsse zur I-275 und I-94.

## Persönlichkeiten
- Emerson LeRoy Cummings (1902–1986), Generalleutnant der United States Army